# Stanley Kramer
Stanley Kramer (29 de septiembre de 1913-19 de febrero de 2001) fue un director y productor estadounidense. Su trabajo fue reconocido con el Premio en memoria de Irving G. Thalberg en 1961.

## Primeros años
Stanley Kramer vivió junto a su abuela en la zona del barrio neoyorquino de Manhattan conocida como La cocina del infierno. Desde una edad muy temprana, tuvo contactos con la industria del cine. Su tío, Earl Kramer, trabajó en la distribución de las películas de la Universal Pictures y su madre era secretaria de la Paramount Pictures. Así las cosas, Kramer acabó sus estudios en el DeWitt Clinton High School del Bronx y en la Universidad de Nueva York. Tenía pensado empezar derecho cuando en el último año de carrera, se le ofreció la posibilidad de trabajar en el departamento de elaboración de guiones de la 20th Century Fox.[cita requerida]
En 1941, trabajó como ayudante de producción en The Moon and Sixpence y So Ends Our Night. Dos años después, Se alista en el ejército y trabaja en las unidades de cine de Nueva York. En 1948 crea una productora independiente, Screen Plays Inc. Sus socios en la compañía son el guionista Herbie Baker, el publicista George Glass y el productor Carl Foreman, al que conoció durante la guerra. 
Aunque su primer trabajo con la compañía fue un fracaso, So This Is New York (1948), de Richard Fleischer,  la siguiente película dirigida por Mark Robson, Champion, protagonizada por Kirk Douglas, fue todo un éxito. La película recibió seis nominaciones a los Oscar: Mejor Actor, mejor actor secundario, mejor fotografía en blanco y negro, mejor banda sonora y mejor guion original y ganó el Oscar en la categoría de mejor montaje. En los siguientes años, Kramer produciría films tan importantes como Cyrano de Bergerac (1950), de Michael Gordon, que supuso otro éxito rotundo como productor, u Hombres, de Fred Zinnemann, que supondría el debut de Marlon Brando.

## Época con Columbia Pictures
Un año después, Harry Cohn, presidente de Columbia Pictures ofrecería a Kramer la oportunidad de hacer películas con la firma de su estudio.  Kramer tenía plena libertad de realizar proyectos siempre que no pasaran del millón de dólares de presupuesto. [cita requerida] Aunque Kramer aceptó el trabajo, se dedicó el resto del año a acabar un proyecto independiente de gran interés para él, Solo ante el peligro, un western dirigido por Fred Zinnemann.  El proyecto, aparte de ser un éxito total de público, recibió cuatro Óscars: el de mejor actor principal (Gary Cooper), mejor montaje, mejor canción y mejor guion original, aparte de cuatro nominaciones más, entre las que estaban la dedicada al mejor director, a la mejor película y al mejor argumento. 
En octubre de 1951, Kramer acabó su relación con Carl Foreman, que tuvo que testificar por su pasado comunista ante la Comisión de actividades antiamericanas. Kramer empezó a producir películas para Columbia. Una época poco fructífera donde cabe destacar Muerte de un viajante (1951), The Sniper (1952), The Member of the Wedding (1952), Hombres olvidados (1953) o ¡Salvaje! (1953), películas de escaso estilo, valor y éxito.
En 1953 el presidente de Columbia Harry Cohn y Stanley Kramer acordaron rescindir el contrato del productor. De todas maneras, Kramer quiso despedirse de la compañía con el único éxito de su etapa por la productora. La película, El motín del Caine, fue una adaptación de la novela de Herman Wouk y fue dirigida por Edward Dmytryk. A pesar del éxito, Kramer tuvo que resistir las críticas de la marina norteamericana ya que el papel irascible y tirano del teniente Philip Francis Queeg, que encarnaba Humphrey Bogart, atentaba contra la moral de la marina.

## Etapa de director
Después de El motín de Caine, Kramer abandona Columbia y crea su propia productora, aunque en esta ocasión en el cargo de director. En este tiempo, Kramer se ocupa de dirigir y producir sus propias películas. Así, surgen productos como No serás un extraño (1955) y Orgullo y pasión (1957). Aunque Kramer era conocido en todo Hollywood por sus ideas liberales, nunca fue incluido en la lista negra de Hollywood. En 1961, dirige ¿Vencedores o vencidos? lo que le vale su primera nominación para los Oscar como director. 
En contraposición a sus proyectos más contestatarios y sociales, en 1963 Kramer produce y dirige la comedia multimillonaria El mundo está loco, loco, loco. Cuatro años después, Kramer realiza Adivina quién viene esta noche, una película muy polémica en su época por mostrar el matrimonio entre un hombre negro y una mujer blanca pero de la que se cree que el director se sintió profundamente orgulloso. La película recibió dos premios Oscar (mejor actriz y mejor guion original) y otras ocho nominaciones a: mejor actor, mejor actor secundario, mejor actriz secundaria, mejor dirección artística, mejor director, mejor montaje, mejor banda sonora original y mejor película. 
En los siguientes años, Kramer dirigió títulos como Bendice a los animales y a los niños (1971),  Oklahoma Crude (1973) y Más allá del amor (1979). Kramer escribiría su propia autobiografía bajo el título A Mad Mad Mad Mad World: A Life in Hollywood y moriría el 19 de febrero de 2001 en Los Ángeles. 
Kramer tiene una estrella en el Paseo de la Fama de Hollywood situado en el 6100 Hollywood Boulevard.

## Filmografía
Como director:
- No serás un extraño (1955) (Not as a Stranger)
- Orgullo y pasión (1957) (The Pride and the Passion)
- Fugitivos (1958) (The Defiant Ones)
- La hora final (1959) (On the Beach)
- La herencia del viento (1960) (Inherit the wind)
- ¿Vencedores o vencidos? (1961) (Judgment at Nuremberg)
- El mundo está loco, loco, loco (1963) (It's a Mad Mad Mad Mad World)
- El barco de los locos (1965) (Ship of Fools)
- Adivina quién viene esta noche (1967) (Guess Who's Coming to Dinner)
- El secreto de Santa Vittoria (1969) (The Secret of Santa Vittoria)
- R.P.M., revoluciones por minuto (1970) (R.P.M.)
- Bendice a los animales y a los niños (1971) (Bless the Beasts and Children)
- Oklahoma, año 10 (1973) (Oklahoma Crude)
- De presidio a primera página (1977) (The Domino Principle)
- Más allá del amor (1979) (The Runner Stumbles).

Como productor:
- Champion (1949) de Mark Robson.
- Home of the brave (1949), de Mark Robson.
- Hombres (1950) (The Men) de Fred Zinnemann
- Cyrano de Bergerac (1950) de Michael Gordon
- The Sniper (1952) de Edward Dmytryk.
- The Member of the Wedding (1952) de Fred Zinnemann
- Eight Iron Men (1952) (Eight Iron Men) de Edward Dmytryk
- Solo ante el peligro (1952) (High Noon) de Fred Zinnemann
- Los cinco mil dedos del Dr. T (1953) (The 5,000 Fingers of Dr. T.) de Roy Rowland.
- Hombres olvidados (1953) (The Juggler) de Edward Dmytryk
- El motín del Caine (1954) (The Caine Mutiny) de Edward Dmytryk
- ¡Salvaje! (1954) (The Wild One) de László Benedek.
- No serás un extraño (1955) (Not as a Stranger), de Stanley Kramer.
- Orgullo y pasión (1957) (The Pride and the Passion), de Stanley Kramer.
- Fugitivos (1958) (The Defiant Ones), de Stanley Kramer.
- La hora final (1959) (On the Beach), de Stanley Kramer.
- La herencia del viento (1960) (Inherit the Wind), de Stanley Kramer.
- ¿Vencedores o vencidos? (1961) (Judgment at Nuremberg), de Stanley Kramer.
- El mundo está loco, loco, loco (1963) (It's a Mad Mad Mad Mad World), de Stanley Kramer.
- Ángeles sin paraíso (1963) (A Child Is Waiting), de John Cassavetes.
- El barco de los locos (1965) (Ship of Fools), de Stanley Kramer.
- Adivina quién viene esta noche (1967) (Guess Who's Coming to Dinner), de Stanley Kramer.
- El secreto de Santa Vittoria (1969) (The Secret of Santa Vittoria), de Stanley Kramer.
- R.P.M., revoluciones por minuto (1970) (R.P.M.), de Stanley Kramer.
- Bendice a los animales y a los niños (1971) (Bless the Beasts and Children), de Stanley Kramer.
- Oklahoma, año 10 (1973) (Oklahoma Crude), de Stanley Kramer.
- De presidio a primera página (1977) (The Domino Principle), de Stanley Kramer.
- Más allá del amor (The Runner Stumbles) (1979), de Stanley Kramer.

## Premios y reconocimientos
Premios Óscar
| Año  | Categoría                  | Película                       | Resultado |
| ---- | -------------------------- | ------------------------------ | --------- |
| 1953 | Mejor película             | Solo ante el peligro           | Nominado  |
| 1955 | Mejor película             | El motín del Caine             | Nominado  |
| 1959 | Oscar a la mejor película  | Fugitivos                      | Nominado  |
| 1959 | Oscar a la mejor dirección | Fugitivos                      | Nominado  |
| 1962 | Oscar a la mejor película  | ¿Vencedores o vencidos?        | Nominado  |
| 1962 | Oscar a la mejor dirección | ¿Vencedores o vencidos?        | Nominado  |
| 1966 | Oscar a la mejor película  | El barco de los locos          | Nominado  |
| 1968 | Oscar a la mejor película  | Adivina quién viene esta noche | Nominado  |
| 1968 | Oscar a la mejor dirección | Adivina quién viene esta noche | Nominado  |

Festival Internacional de Cine de Berlín
| Año  | Categoría                                | Película               | Resultado |
| ---- | ---------------------------------------- | ---------------------- | --------- |
| 1960 | Mejor largometraje adecuado para jóvenes | La herencia del viento | Ganador   |